# Harley-Davidson MT350E
La Harley-Davidson MT350E est une  moto monocylindre des années 1990 destinée aux forces de l'OTAN. Il s'agit d'un développement de l’Armstrong MT500 (en) utilisée par l'armée britannique dans les années 1980.